# George Cole (peintre)
Pour les articles homonymes, voir George Cole et Cole.
 (novembre 2023).
Le contenu est difficilement compréhensible vu les erreurs de traduction, qui sont peut-être dues à l'utilisation d'un logiciel de traduction automatique.
George Cole, né le 15 janvier 1810 à Portsmouth et mort le 7 septembre 1883, est un portraitiste,  paysagiste et peintre animalier britannique.

## Biographie

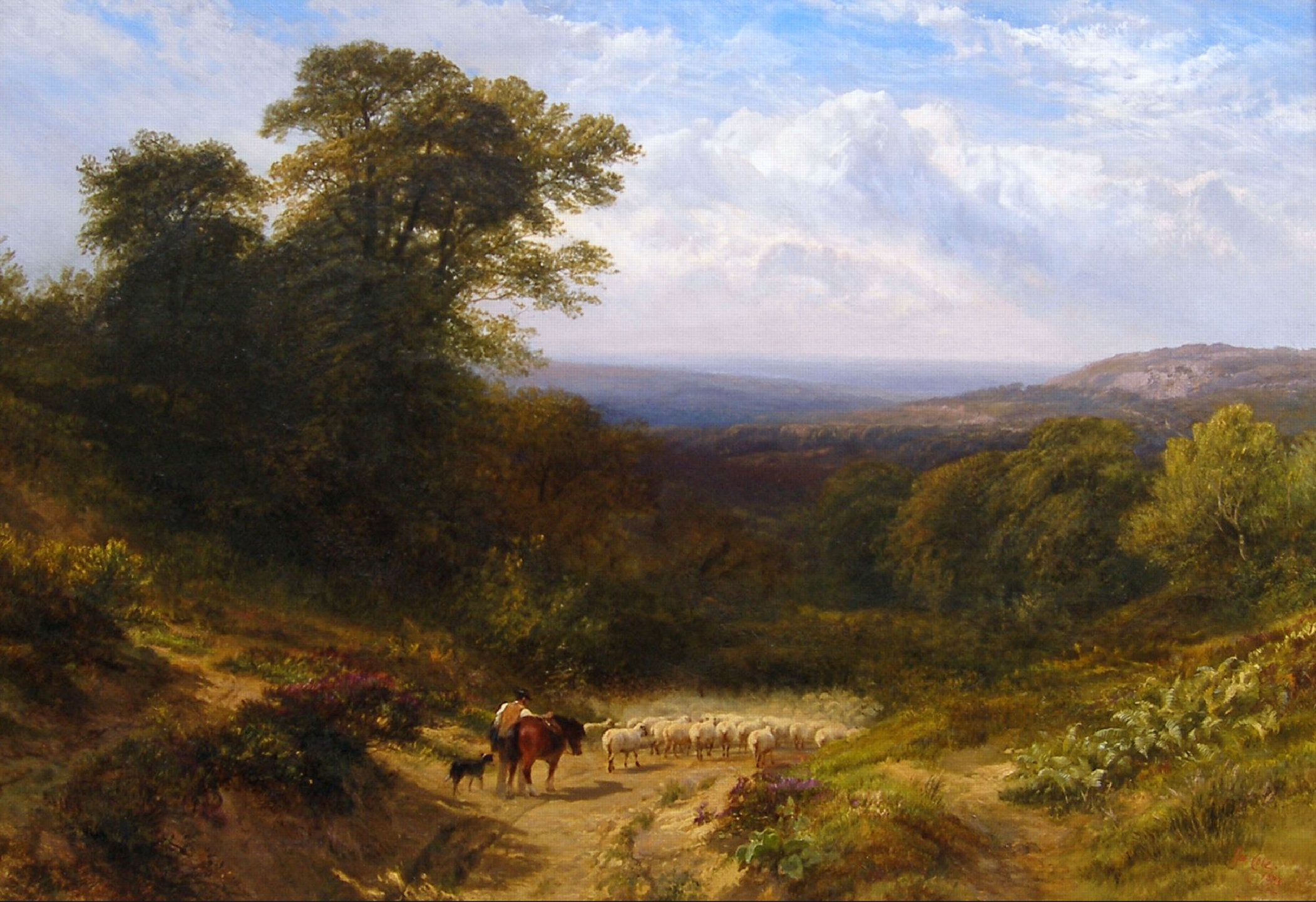
George Cole, Paysage pastoral, 1873.

Autodidacte, il a commencé par la peinture de plusieurs publicités sur grandes toiles pour le propriétaire d'un cirque ambulant. Après quelque temps passés aux Pays-Bas où il est allé étudier les grands maîtres néerlandais, il a passé plusieurs années à Portsmouth où il peint surtout des animaux. À partir de 1840, il expose à la British Institution qui a été créée comme une rivale à la Royal Academy of Arts et était située à Boydell Shakespeare Gallery à Pall Mall, Londres. En 1845, son Don Quichotte et Sancho Panza avec Rossinante de Don Pedro's Hut a attiré grandement l’attention de l'établissement britannique. Dès lors, de 1849 à 1882, il expose tout de même à la Royal Academy des paysages principalement de ses régions préférées (Hampshire, Surrey, Cornouailles, Pays de Galles, Sussex, etc.).
Son fils George Vicat Cole était aussi un peintre paysagiste de premier plan et très remarqué. Leur travail est parfois confondu[Par qui ?].